# Ronie Carrillo
Ronie Carrillo (n. Quito, Ecuador; 8 de septiembre de 1996) es un futbolista ecuatoriano. Juega de delantero y su equipo actual es el Botafogo-SP de la Serie B de Brasil.

## Trayectoria
Ronie inició su carrera como futbolista en las divisiones menores del club Liga Deportiva Universitaria en el año 2008 hasta principios de 2012, para la temporada 2012 hasta 2013 pasó al Espoli donde jugó 36 partidos y marcó 28 goles con la sub-16, luego desde 2013 hasta inicios de 2016 fichó por el Deportivo Quito ahí jugó 27 partidos y marcó 8 goles entre 2013 y 2014 con la sub-18, en la temporada 2014 fue convocado para jugar en primera en la Copa Pilsener 2014, ahí debutó en la primera división de Ecuador de la mano de Carlos Sevilla Dalgo en la fecha 18 de la segunda etapa del torneo 2014 frente a Deportivo Cuenca en el estadio Olímpico Atahualpa, entró al cambio al minuto 46 por Christian Lara; además fue convocado a la banca de suplentes para otros 5 partidos.
Para la temporada 2016 ficha por el América de Quito para disputar el Campeonato de Segunda Categoría 2016, en la fase provincial jugó 17 partidos y marcó 15 goles, colaborando con la clasificación del América a la siguiente fase, en las etapas zonal, regional y nacional jugó 19 partidos y marcó 18 goles, esto le sirvió para ser el goleador del torneo de Segunda Categoría nacional, contribuyó al ascenso del equipo a la Serie B, en total jugó 36 partidos y marcó 33 goles durante 2016.
Su buen desempeño en el América de Quito le permitió ser fichado para la temporada 2017 por el club de sus inicios Liga Deportiva Universitaria.
En el año 2018 es fichado por Universidad Católica en donde tampoco logra convencer y es transferido al América de Quito de la Serie B donde se dio a conocer al ser goleador del equipo en Segunda Categoría.
En julio de 2023 dejó El Nacional para fichar por el club portugués Portimonense Sporting Clube, en una transferencia donde firmó por tres temporadas. Con el club jugó en su primer año 30 partidos y anotó seis goles.
El 12 de julio de 2024 fue presentado en el Esporte Clube Juventude de Brasil, con contrato hasta diciembre de 2025. En enero de 2025 fue cedido al Inter de Limeira, equipo de la Cuarta División de Brasil, tras concluir el Campeonato Paulista se cortó el préstamo y fue cedido a otro equipo paulista, el Botafogo-SP, para disputar la Serie B.

## Estadísticas

### Clubes
Actualizado al último partido disputado el 10 de agosto de 2025.
| Club                                   | Div.          | Temporada     | Liga  | Liga  | Copas nacionales | Copas nacionales | Copas internacionales | Copas internacionales | Otros | Otros | Total | Total |
| Club                                   | Div.          | Temporada     | Part. | Goles | Part.            | Goles            | Part.                 | Goles                 | Part. | Goles | Part. | Goles |
| -------------------------------------- | ------------- | ------------- | ----- | ----- | ---------------- | ---------------- | --------------------- | --------------------- | ----- | ----- | ----- | ----- |
| Deportivo Quito · Ecuador              | 1.ª           | 2014          | 1     | 0     | —                | —                | 0                     | 0                     | —     | —     | 1     | 0     |
| Deportivo Quito · Ecuador              | Total club    | Total club    | 1     | 0     | 0                | 0                | 0                     | 0                     | 0     | 0     | 1     | 0     |
| América de Quito · Ecuador             | 3.ª           | 2016          | 36    | 33    | —                | —                | —                     | —                     | —     | —     | 36    | 33    |
| Liga Deportiva Universitaria · Ecuador | 1.ª           | 2017          | 8     | 1     | —                | —                | 0                     | 0                     | —     | —     | 8     | 1     |
| Liga Deportiva Universitaria · Ecuador | Total club    | Total club    | 8     | 1     | 0                | 0                | 0                     | 0                     | 0     | 0     | 8     | 1     |
| Universidad Católica · Ecuador         | 1.ª           | 2018          | 1     | 0     | —                | —                | 0                     | 0                     | —     | —     | 1     | 0     |
| Universidad Católica · Ecuador         | Total club    | Total club    | 1     | 0     | 0                | 0                | 0                     | 0                     | 0     | 0     | 1     | 0     |
| América de Quito · Ecuador             | 2.ª           | 2018          | 23    | 6     | —                | —                | —                     | —                     | —     | —     | 23    | 6     |
| América de Quito · Ecuador             | 1.ª           | 2019          | 9     | 1     | 3                | 2                | —                     | —                     | —     | —     | 12    | 3     |
| América de Quito · Ecuador             | 2.ª           | 2020          | 12    | 1     | —                | —                | —                     | —                     | —     | —     | 12    | 1     |
| América de Quito · Ecuador             | Total club    | Total club    | 80    | 41    | 3                | 2                | 0                     | 0                     | 0     | 0     | 83    | 43    |
| Aucas · Ecuador                        | 1.ª           | 2021          | 2     | 0     | —                | —                | 1                     | 0                     | —     | —     | 3     | 0     |
| Aucas · Ecuador                        | Total club    | Total club    | 2     | 0     | 0                | 0                | 1                     | 0                     | 0     | 0     | 3     | 0     |
| Liga de Portoviejo · Ecuador           | 2.ª           | 2021          | 13    | 4     | —                | —                | —                     | —                     | —     | —     | 13    | 4     |
| Liga de Portoviejo · Ecuador           | Total club    | Total club    | 13    | 4     | 0                | 0                | 0                     | 0                     | 0     | 0     | 13    | 4     |
| El Nacional · Ecuador                  | 2.ª           | 2022          | 27    | 16    | 9                | 2                | —                     | —                     | —     | —     | 36    | 18    |
| El Nacional · Ecuador                  | 1.ª           | 2023          | 15    | 9     | 0                | 0                | 4                     | 2                     | —     | —     | 19    | 11    |
| El Nacional · Ecuador                  | Total club    | Total club    | 42    | 25    | 9                | 2                | 4                     | 2                     | 0     | 0     | 55    | 29    |
| Portimonense S. C. Portugal            | 1.ª           | 2023-24       | 27    | 5     | 3                | 1                | —                     | —                     | —     | —     | 30    | 6     |
| Portimonense S. C. Portugal            | Total club    | Total club    | 27    | 5     | 3                | 1                | 0                     | 0                     | 0     | 0     | 30    | 6     |
| E. C. Juventude · Brasil               | 1.ª           | 2024          | 14    | 1     | 3                | 1                | —                     | —                     | —     | —     | 17    | 2     |
| E. C. Juventude · Brasil               | Total club    | Total club    | 14    | 1     | 3                | 1                | 0                     | 0                     | 0     | 0     | 17    | 2     |
| Inter de Limeira · Brasil              | 4.ª           | 2025          | 0     | 0     | 1                | 0                | —                     | —                     | 5     | 1     | 6     | 1     |
| Inter de Limeira · Brasil              | Total club    | Total club    | 0     | 0     | 1                | 0                | 0                     | 0                     | 5     | 1     | 6     | 1     |
| Botafogo-SP · Brasil                   | 2.ª           | 2025          | 14    | 1     | 0                | 0                | —                     | —                     | —     | —     | 14    | 1     |
| Botafogo-SP · Brasil                   | Total club    | Total club    | 14    | 1     | 0                | 0                | 0                     | 0                     | 0     | 0     | 14    | 1     |
| Total carrera                          | Total carrera | Total carrera | 202   | 78    | 19               | 6                | 5                     | 2                     | 5     | 1     | 231   | 87    |
| 1. 2. 3.                               |               |               |       |       |                  |                  |                       |                       |       |       |       |       |

## Palmarés

### Campeonatos nacionales
| Título                       | Club             | País    | Año  |
| ---------------------------- | ---------------- | ------- | ---- |
| Segunda Categoría de Ecuador | América de Quito | Ecuador | 2016 |
| Serie B de Ecuador           | El Nacional      | Ecuador | 2022 |

### Distinciones individuales
| Distinción                        | Año  |
| --------------------------------- | ---- |
| Goleador de la Serie B de Ecuador | 2022 |